# United States Army Signal Corps

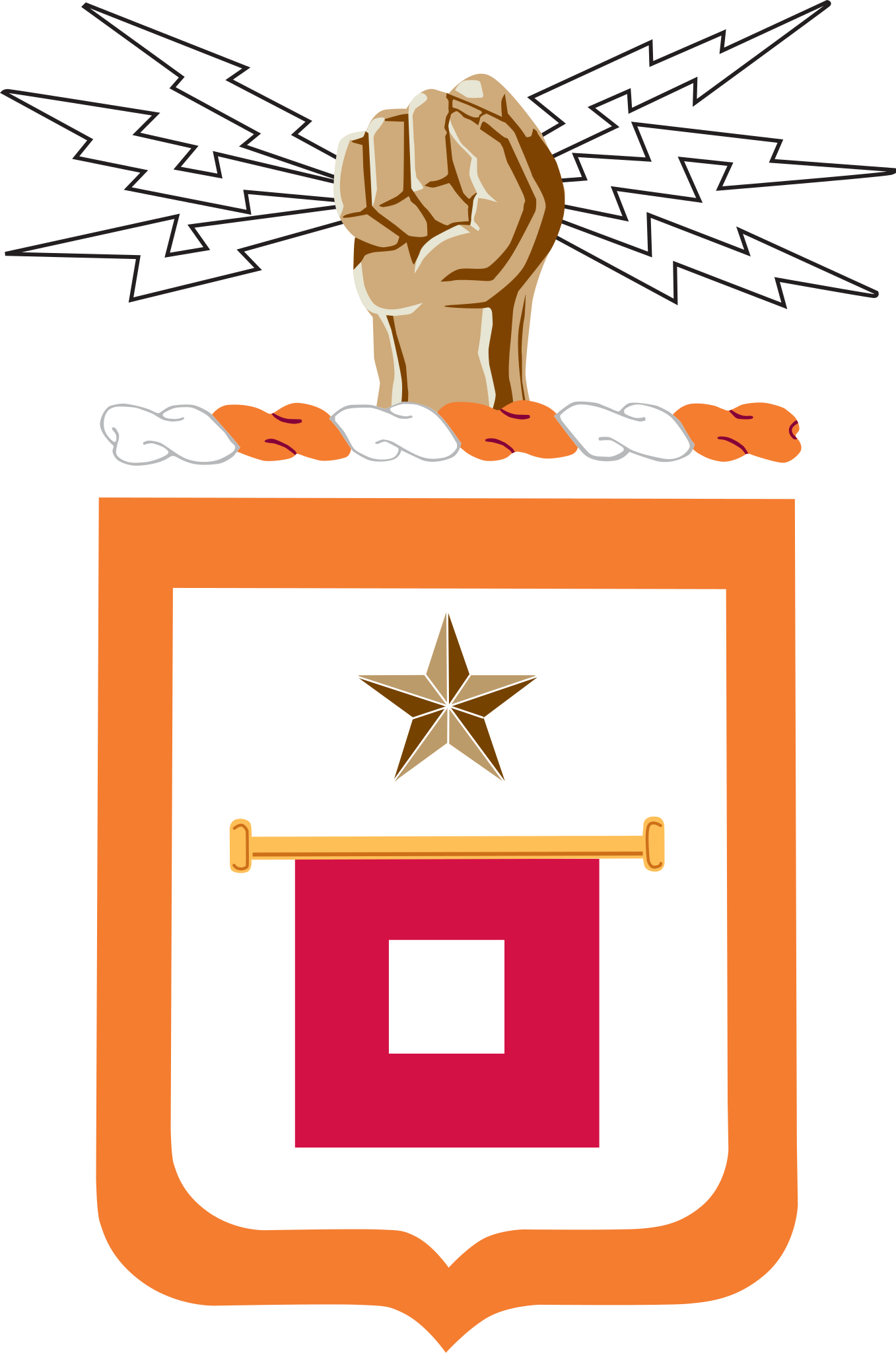
Emblema do United States Army Signal Corps.

O United States Army Signal Corps é um comando do Exército dos Estados Unidos que desenvolve, testa, fornece e gerencia comunicações e suporte a sistemas de informação para o comando e controle de forças armadas combinadas. Foi estabelecido em 1860, tendo um papel importante na Guerra Civil Americana, ainda com a técnica de sinais por bandeiras.
Atualmente, ele integra a base do sistema de comunicação, processamento de informação e sistemas de gerenciamento numa rede global de informação que garante o domínio do conhecimento de informações para o Exército e em operações conjuntas com outras forças.

## Declaração de missão
Apoio ao comando e controle das forças armadas combinadas. O suporte de sinal inclui operações de rede (garantia de informações, gerenciamento de disseminação de informações e gerenciamento de rede) e gerenciamento do espectro eletromagnético. O suporte de sinal abrange todos os aspectos do projeto, instalação e redes de comunicação de dados que empregam satélite único e multicanal, dispersão troposférica, micro-ondas terrestres, comutação, mensagens, vídeo-teleconferência, informação visual e outros sistemas relacionados. Eles integram comunicações de base táticas, estratégicas e sustentáveis, sistemas de processamento e gerenciamento de informações em uma rede global de informações que apoia o domínio do conhecimento para o Exército, operações combinadas e de coalizão.